# Янушевич, Олег Олегович
Оле́г Оле́гович Януше́вич (род. 9 апреля 1966, Подольск, Московская область, СССР) — российский стоматолог, ректор Российского университета медицины Министерства здравоохранения Российской Федерации (с 2007), доктор медицинских наук, профессор, член-корреспондент РАН (2016), академик РАН (2019) , Заслуженный врач Российской Федерации.

## Биография
Родился 9 апреля 1966 года в Подольске Московской области. Мать — Людмила Борисовна Янушевич — всю жизнь работала в детском саду.
В медицинскую профессию и Московский медицинский стоматологический институт пришёл санитаром. C первой попытки в вуз не поступил и год до призыва в армию работал на кафедре факультетской хирургической стоматологии. Студентом ММСИ стал в 1986 году, после завершения срочной службы в Советской армии. Закончив институт с «красным дипломом» в 1991 году, поступил в ординатуру и затем аспирантуру на кафедру госпитальной терапевтической стоматологии.
В 1996 году защитил диссертацию на соискание учёной степени кандидата медицинских наук, а в 2001 году — учёной степени доктора медицинских наук. Докторская диссертационная работа была посвящена принципам индивидуализированного подхода к оценке и снижению операционных рисков у тяжёлых пациентов. Первый, кто открыл имплантаты твёрдых тканей.
С 2002 года стал проректором РосУниМеда по лечебной работе.
В 2007 году избран ректором Университета и в 2012-м переизбран на второй срок.
В 2024 году являлся доверенным лицом кандидата в президенты России Владимира Путина.

## Научная деятельность
О. О. Янушевич успешно совмещает научную, преподавательскую и административную работу с активной клинической деятельностью, его специализация — сложный контингент больных, имеющих сопутствующую соматическую патологию, в том числе заболевания эндокринной и сердечно-сосудистной систем. Много внимания уделяет применению одонтосохраняющих биотехнологий и стоматологической имплантологии, лечению остеопороза. Разработал и внедрил уникальные методики по профилактике осложнений при проведении операций по направленной тканевой регенерации (НТР).
Опубликовал около 190 научных работ, выпустил несколько учебников и методических пособий. Является автором 12 патентов на изобретения.
Главный внештатный специалист-стоматолог Министерства здравоохранения РФ, член Экспертного совета Минздрава, член Координационного совета Минздрава по высокотехнологичным дорогостоящим операциям.
Вице-президент Общества врачей России, заместитель председателя Совета ректоров медицинских и фармацевтических вузов.

## Награды
В 2012 году Указом Президента Российской Федерации награждён орденом Дружбы.
В 2017 году награждён орденом Почёта.

## Критика
По данным вольного сетевого сообщества «Диссернет», являлся фигурантом диссертаций, которые содержат масштабные заимствования, не оформленные как цитаты